# 大野健一
大野 健一（おおの けんいち、1957年9月25日 - ）は、日本の経済学者。専門は、開発経済学、途上国経済論。政策研究大学院大学名誉教授。学位は、経済学博士（スタンフォード大学）。ベトナム友誼勲章、ベトナム教育事業勲章受章。サントリー学芸賞、アジア・太平洋賞特別賞、外務大臣表彰受賞。

## 人物
神戸市生まれ。シカゴ大学留学を経て、一橋大学経済学部卒業後、一橋大学大学院経済学研究科修了。一橋大での指導教官は塩野谷祐一。スタンフォード大学経済学部大学院博士課程修了、経済学博士（Ph.D.（経済学）（スタンフォード大学、1987年））。指導教官はロナルド・マッキノン。1987年から1991年まで国際通貨基金勤務。1991年筑波大学社会工学系助教授。1996年埼玉大学大学院政策科学研究科教授。1997年より政策研究大学院大学政策研究科教授。2001年経済産業省アジアダイナミズム研究会座長。2020年ベトナム経済戦略研究センター（VESS）アドバイザー。2023年政策研究大学院大学名誉教授・客員教授。

## 家族
国際協力機構 緒方貞子平和開発研究所所長などを務めた大野泉政策研究大学院大学教授は妻。

## 受賞・栄典
- 1992年 エコノミスト賞受賞[5]。
- 1997年『市場移行戦略』でアジア・太平洋賞特別賞受賞[5]。
- 2001年、『途上国のグローバリゼーション』で大佛次郎論壇賞及びサントリー学芸賞（政治経済部門）を受賞[5]。
- 2011年11月28日 ベトナム教育事業勲章受章[9]。
- 2012年 国際社会で顕著な活動を行い世界で『日本』の発信に貢献した業績をもとに、外国人プレス関係者により構成される、世界で活躍し『日本』を発信する日本人プロジェクトより、内閣府から「世界で活躍し『日本』を発信する日本人」の一人に選ばれた。英語名：Profiles of "Passion without borders" Japanese.[5]
- 2016年 JICA理事長表彰受賞（大野泉と共同受賞）[5][10]。
- 2017年 ベトナム友誼勲章受章[2][5]。
- 2018年7月17日 平成30年度外務大臣表彰[9]。

## 著書

### 単著
- 『国際通貨体制と経済安定』（東洋経済新報社, 1991年）
- 『市場移行戦略――新経済体制の創造と日本の知的支援』（有斐閣, 1996年）
- 『途上国のグローバリゼーション――自立的発展は可能か』（東洋経済新報社, 2000年）
- 『途上国ニッポンの歩み――江戸から平成までの経済発展』（有斐閣, 2005年）
- 『産業政策のつくり方――アジアのベストプラクティスに学ぶ』（有斐閣, 2013年）
- The History of Japanese Economic Development: Origins of Private Dynamism and Policy Competence.(Routledge, 2018)

### 共著
- （大野泉）『IMFと世界銀行――内側からみた開発金融機関』（日本評論社, 1993年）
- （桜井宏二郎）『東アジアの開発経済学』（有斐閣, 1997年）
- （ロナルド・マッキノン）『ドルと円――日米通商摩擦と為替レートの政治経済学』（日本経済新聞社, 1998年）
- （坂野潤治）『明治維新　1858～1881』 （講談社現代新書,　2010年1月）

### 共編著
- Japanese Views on Economic Development: Diverse Paths to the Market, co-edited with Izumi Ohno, (Routledge, 1998).
- （川端望）『ベトナムの工業化戦略――グローバル化時代の途上国産業支援』（日本評論社, 2003年）